# Centroina whian
Centroina whian is een spinnensoort uit de familie Lamponidae. De soort komt voor in New South Wales.